# کئونی واکسمن
کئونی واکسمن (به انگلیسی: Keoni Waxman) (متولد ۱۹۶۸) یک کارگردان آمریکایی است. وی با استیون سیگال همکاری‌های بسیاری داشته است.  

## گزیده آثار کارگردانی
- من به مردی در وگاس شلیک کردم (۱۹۹۵)
- مین‌زُدا (۱۹۹۸)
- داستان آنا نیکول اسمیت (۲۰۰۷)
- نگهبان (۲۰۰۹)
- یک مرد خطرناک (۲۰۰۹)
- شکار برای کشتن (۲۰۱۰)
- حداکثر مجازات (۲۰۱۲)
- نیروی اعدام (فیلم ۲۰۱۳)
- یک مرد خوب (۲۰۱۴)
- آمرزش (فیلم ۲۰۱۵)
- قرارداد کشتن (۲۰۱۶)
- کارتل‌ها (فیلم ۲۰۱۶)
- در برابر اسلحه (۲۰۱۶)